# Karcsi és a csokoládégyár
A Karcsi és a csokoládégyár (eredeti cím: Charlie and the chocolate factory) Roald Dahl humoros ifjúsági regénye (ford. Borbás Mária). Folytatása a Karcsi és a Nagy Üveglift.

## Cselekmény
Karcsi egy nagyon szegény családban él apjával, anyjával, nagyszüleivel. A nagyapa sokat mesél Willy Wonka csokoládégyáráról.
Wonka urat még senki sem látta. Azt sem, hogy csokit hoznának valakik ki a gyárból. Egy nap Wonka úr kihirdeti, hogy elrejtett öt aranyembilétát a csokik csomagolásában, és aki megtalálja, az bemehet a gyárba. Az egyik szerencsés Karcsi lesz. Még négy gyerek, egy nagyon falánk, egy tévéfüggő, egy rágógumibajnok és egy dúsgazdag ember elkényeztetett lánya nyer bebocsátást a gyárba. Willy Wonka egy szerencsés nyertes közül kisorsolt egy nagyon különleges díjat.

## Magyar kiadások
- Karcsi és a csokoládégyár; ford. Borbás Mária, versford. Kiss Zsuzsa; Park, Bp., 1990 ISBN 963-7970-28-2
- Karcsi és a csokoládégyár, Budapest: Animus, 2005, ISBN 963-9563-62-5
- Charlie és a csokigyár; ford. Borbás Mária; Scolar, Bp., 2014, ISBN 978-963-244-513-7

## Feldolgozás
A regényből film is készült 
- 1971-ben Willy Wonka és a csokigyár,
- 2005-ben Charlie és a csokigyár címmel.
- Valamint 2023-ban egy előzményfilm is készül hozzá, Wonka címmel Timothée Chalamet főszereplésével, aki Willy Wonka karakterét formázza meg.